# ۳۱ مه
۳۱ مه در تقویم گرگوری، صد و پنجاه و یکمین (در سال‌های کبیسه صد و پنجاه و دومین) روز سال است. ۲۱۴ روز تا پایان سال باقی است.

## رویدادها
- ۱۲۷۹ (پیش از میلاد) - رامسس دوم، فرعون مصر باستان شد.
- ۴۵۵ - امپراتور پترونیوس ماکسیموس هنگام فرار از رم به دست جمعیتی خشمگین سنگسار شد.
- ۱۲۱۵ - مغولان به فرماندهی چنگیز خان شهر پکن را تصرف کردند.
- ۱۵۷۸ - اولین سنگ بنای پون نوف قدیمی ترین پل پاریس توسط شاه هنری سوم گذاشته شد.
- ۱۷۷۹ - قانون کپی رایت در آمریکا تصویب شد.
- ۱۸۸۶ - کشته شدن ۲۲۰۰ نفر در حادثهٔ شکسته شدن سد در آمریکا.
- ۱۹۱۹ - اعلام استقلال افغانستان از استعمار انگلستان.
- ۱۹۳۵ - در اثر زلزله‌ای به بزرگی ۷.۷ در کویته پاکستان دست کم ۴۰ هزار نفر کشته شدند.
- ۱۹۴۷ - حزب کمونیست مجارستان حکومت را در دست گرفت.
- ۱۹۶۱ - اتحادیه آفریقای جنوبی به جمهوری آفریقای جنوبی تبدیل شد.
- ۱۹۶۲ - آدولف آیشمان در اسرائیل به دار آویخته شد.
- ۱۹۷۰ - در اثر زلزله‌ای به بزرگی ۷.۵ در منطقه انکاش پرو دست کم ۴۵ هزار نفر کشته شدند.
- ۱۹۷۳ - با تصویب سنای ایالات متحده بمباران خمرهای سرخ در کامبوج پایان یافت تا امر آتش بس در جنگ داخلی این کشور تسریع شود.
- ۱۹۷۶ - ثبت برج شیشه و عمارت ارگ قدیم شهر اراک در فهرست آثار ملی ایران.

## مناسبت‌ها
- روز جهانی بدون تنباکو

## مرگ‌ها
- ۱۱۶۲ - گزای دوم، پادشاه مجارستان.
- ۱۸۳۲ - اواریست گالوا، ریاضی‌دان و انقلابی فرانسوی.
- ۱۸۰۹ - یوزف هایدن، موسیقی‌دان و آهنگ‌ساز اتریشی.
- ۱۸۴۹ - آن برونته، نویسندهٔ مشهور انگلیسی.
- ۱۸۸۷ - گوستاو کیرشهف، فیزیک‌دان و ریاضی‌دان آلمانی.
- ۱۹۷۴ - محمود سیف‌الدین الایرانی، داستان‌نویس، روزنامه‌نگار و منتقد ادبی فلسطینی.[۱]